# Haywoode Workman
Haywoode Wilvon Workman (Charlotte, 23 gennaio 1966) è un ex cestista e arbitro di pallacanestro statunitense, professionista nella NBA, in Italia e in Israele.

## Carriera
È stato selezionato dagli Atlanta Hawks al secondo giro del Draft NBA 1989 (49ª scelta assoluta).

## Statistiche

### College
| Anno      | Squadra            | PG | PT | MP   | TC%  | 3P%  | TL%  | RP  | AP  | PRP | SP  | PP   |
| --------- | ------------------ | -- | -- | ---- | ---- | ---- | ---- | --- | --- | --- | --- | ---- |
| 1986-1987 | O.R. Golden Eagles | 28 | 28 | 38,8 | 36,5 | 28,6 | 79,6 | 3,3 | 6,7 | 1,9 | 0,1 | 13,8 |
| 1987-1988 | O.R. Golden Eagles | 29 | 28 | 34,1 | 41,5 | 28,2 | 75,5 | 6,0 | 2,7 | 3,6 | 0,1 | 19,4 |
| 1988-1989 | O.R. Golden Eagles | 28 | 26 | 35,0 | 48,3 | 36,6 | 81,5 | 6,1 | 3,9 | 3,3 | 0,1 | 19,9 |
| Carriera  | Carriera           | 85 | 82 | 35,9 | 42,5 | 31,0 | 78,8 | 5,2 | 4,4 | 2,9 | 0,1 | 17,7 |

### NBA

#### Regular Season
| Anno      | Squadra            | PG  | PT  | MP   | TC%  | 3P%  | TL%  | RP  | AP  | PRP | SP  | PP  |
| --------- | ------------------ | --- | --- | ---- | ---- | ---- | ---- | --- | --- | --- | --- | --- |
| 1989-1990 | Atlanta Hawks      | 6   | 0   | 2,7  | 66,7 | -    | 100  | 0,5 | 0,3 | 0,5 | 0,0 | 1,0 |
| 1990-1991 | Washington Bullets | 73  | 56  | 27,9 | 45,4 | 24,0 | 75,9 | 3,3 | 4,8 | 1,2 | 0,1 | 8,0 |
| 1993-1994 | Indiana Pacers     | 65  | 52  | 26,4 | 42,4 | 32,1 | 80,2 | 3,1 | 6,2 | 1,3 | 0,1 | 7,7 |
| 1994-1995 | Indiana Pacers     | 69  | 14  | 14,9 | 37,5 | 35,7 | 74,3 | 1,6 | 2,8 | 0,9 | 0,1 | 4,2 |
| 1995-1996 | Indiana Pacers     | 77  | 4   | 15,1 | 39,0 | 32,4 | 74,0 | 1,6 | 2,8 | 0,8 | 0,1 | 3,6 |
| 1996-1997 | Indiana Pacers     | 4   | 2   | 20,3 | 55,0 | 0,0  | 0,0  | 1,8 | 2,8 | 0,8 | 0,0 | 5,5 |
| 1998-1999 | Milwaukee Bucks    | 29  | 29  | 28,1 | 42,9 | 36,2 | 78,7 | 3,5 | 5,9 | 1,1 | 0,0 | 6,9 |
| 1999-2000 | Milwaukee Bucks    | 23  | 1   | 10,8 | 37,1 | 37,9 | 69,2 | 0,7 | 1,9 | 0,5 | 0,0 | 2,9 |
| 1999-2000 | Toronto Raptors    | 13  | 1   | 7,8  | 28,6 | 21,4 | 50,0 | 0,7 | 1,3 | 0,7 | 0,0 | 1,5 |
| Carriera  | Carriera           | 359 | 159 | 20,1 | 41,9 | 32,3 | 76,4 | 2,3 | 3,9 | 1,0 | 0,1 | 5,5 |

#### Playoffs
| Anno     | Squadra         | PG | PT | MP   | TC%  | 3P%  | TL%  | RP  | AP  | PRP | SP  | PP  |
| -------- | --------------- | -- | -- | ---- | ---- | ---- | ---- | --- | --- | --- | --- | --- |
| 1994     | Indiana Pacers  | 16 | 15 | 31,9 | 34,4 | 28,6 | 84,2 | 3,2 | 7,0 | 1,8 | 0,1 | 8,0 |
| 1995     | Indiana Pacers  | 17 | 0  | 16,2 | 35,8 | 11,1 | 84,4 | 1,6 | 2,6 | 0,6 | 0,0 | 4,5 |
| 1996     | Indiana Pacers  | 5  | 0  | 10,6 | 43,8 | 60,0 | 100  | 0,6 | 0,4 | 0,4 | 0,0 | 3,8 |
| 1999     | Milwaukee Bucks | 3  | 0  | 17,7 | 36,4 | 0,0  | 83,3 | 1,0 | 2,3 | 1,0 | 0,0 | 4,3 |
| Carriera | Carriera        | 41 | 15 | 21,8 | 35,6 | 23,4 | 84,6 | 2,1 | 4,0 | 1,1 | 0,0 | 5,8 |

## Palmarès
- CBA All-Rookie First Team (1990)
- Coppa Italia: 1

Pesaro: 1992